# Agrate Brianza
Agrate Brianza es una ciudad italiana situada en la provincia de Monza y Brianza (Lombardía). Tiene una población estimada, a fines de diciembre de 2021, de 15 505  habitantes.
Es parte del área metropolitana de Milán.

## Economía

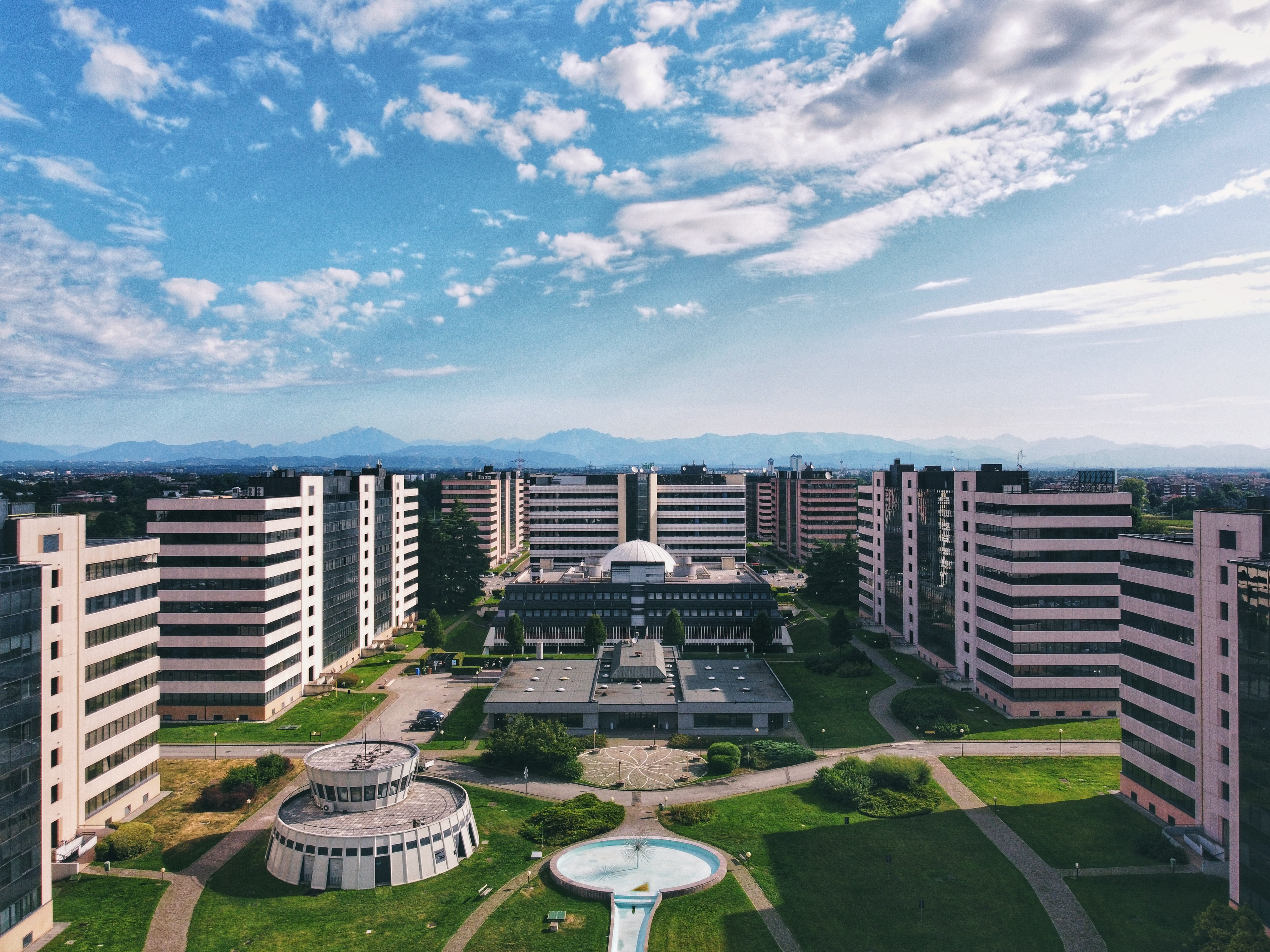
Centro de Negocios Colleoni

Su posición geográfica, que facilita el acceso como cruce de caminos para todo el noreste de Milán, ha permitido la expansión de asentamientos productivos y residenciales, cambiando totalmente su apariencia. En su territorio hay, además de grandes complejos industriales, numerosas empresas artesanales y terciarias.
Un centro importante es el Centro de Negocios Colleoni, donde tienen su sede decenas de empresas de importancia nacional e internacional. Incluye un hotel de la cadena francesa Mercure.

## Evolución demográfica
| Gráfica de evolución demográfica de Agrate Brianza entre 1861 y 2021 |
|                                                                      |
| Fuente ISTAT - elaboración gráfica de Wikipedia                      |